# Sometimes They Come Back
Sometimes They Come Back is een Amerikaans horrorfilm uit 1991 onder regie van Tom McLoughlin. Het verhaal is gebaseerd op dat van een gelijknamig kort verhaal uit de bundel Night Shift van Stephen King. Op de film verschenen meerdere vervolgen, waarvan Sometimes They Come Back... Again in 1996 de eerste was.

## Verhaal
Omdat hij alleen daar een baan als leraar op een middelbare school kan krijgen, keert Jim Norman (Tim Matheson) samen met zijn vrouw Sally (Brooke Adams) en hun zoontje Scott (Robert Hy Gorman) terug naar zijn geboorteplaats. Hij is daar sinds zijn negende niet meer geweest, 27 jaar geleden. Zijn ouders verhuisden met hem na de moord op zijn oudere broer Wayne (Chris Demetral) door vier "greasers". Zij belaagden de toen nog jonge Jim en Wayne in een treintunnel toen ze daardoorheen liepen op weg naar de bibliotheek. Ze wilden geld van de jongens en in de worsteling die ontstond, werd Wayne per ongeluk op een getrokken mes geduwd. Het groepje greasers kwam ook om. Hun auto stond op de treinrails, maar toen zij wilden wegrijden, ging Jim er met hun gevallen autosleutels vandoor. Een aanstormende trein botste frontaal op de wagen met de greasers erin. Wayne was Normans held en beste vriend. Hij mist hem nog elke dag.
Wanneer Norman met zijn vrouw en zoontje terugkeert, blijkt het huis waarin hij vroeger woonde sindsdien leeg te staan. De treintunnel van het fatale ongeluk is niet meer in gebruik. Op de school waar hij les gaat geven, krijgt hij van rector Simmons de boodschap mee om zich te allen tijde te beheersen. Norman heeft in het verleden een akkefietje gehad op een andere school. Simmons wenst daarvan geen herhaling. Een klas met laatstejaars aan wie Norman les moet geven, is alleen niet van plan het hem makkelijk te maken. Americanfootballspeler Chip Conway (Chadd Nyerges) laat hem meteen weten dat hij niet van plan is zich druk te maken om schoolwerk. Hij eist dat Norman hem 'gewoon' laat slagen zodat hij zich kan richten op het kampioen worden met het schoolteam. Norman is niet van plan daaraan mee te werken, waardoor er meteen spanningen zijn.
Student Billy Sterns (Matt Nolan) mag Norman wel. Hij maakt buiten een praatje met hem voor hij wegfietst. Sterns krijgt op weg naar huis vanuit het niets een ouderwetse zwarte Chevrolet Bel Air achter zich aan. Die jaagt hem zo op dat hij met zijn fiets over de rand van een brug slaat en doodvalt. Niemand heeft de wagen gezien die hem achtervolgde, behalve hijzelf en Norman. Anderen vinden Normans verhaal daarom vreemd. Sterns wordt de volgende dag in de klas vervangen door een nieuw leerling, die zegt te zijn overgeplaatst van Milford. De nieuwe jongen heet Richard Lawson (Robert Rusler) en ziet er exact zo uit als een van de jongens die voor Normans ogen Wayne hebben vermoord, inclusief jaren 60-kapsel en leren jack. Norman voelt zich erg gespannen. Dat valt ook rector Simmons op. Wanneer Scott op de kermis aan komt zetten met gevonden schoenen die sprekend op die van Wayne lijken en Norman op televisie denkt beelden te zien uit zijn kindertijd, gaat hij zich steeds beroerder voelen. 's Nachts droomt hij dat zijn leerlinge Kate (Tasia Valenza) wordt opgejaagd en vermoord door de zwarte wagen die Sterns over de brug jaagde. De volgende dag komt zij niet opdagen in de les. Op Normans aanwijzing vindt de politie haar opgehangen in de schuur uit Normans droom. In de les wordt haar plaats ingenomen door een tweede van Milford overgeplaatste leerling, Vinnie Vincent (Nicholas Sadler). Ook hij is een evenbeeld van een van de jongens die Wayne doodstaken. Samen met Lawson maakt hij er een sport van om Norman te tarten.
's Avonds klopt footballer Conway aan bij Norman. Hij komt hem waarschuwen. Conway vertelde Lawson en Vincent dat hij zijn leraar nog wel te pakken zou krijgen, maar die kwamen op hem wel erg moordzuchtig over. Conway werd er bang van en wil zelf ook de stad verlaten. Hij krijgt daar de kans niet voor, want voor Normans ogen schept de zwarte Chevrolet Conway op de motorkap en rijdt ervandoor. Verderop laten Lawson en Vincent hem instappen om kennis te maken met David North (Bentley Mitchum), hun derde maat. Wil die in de wereld van de levenden rond kunnen lopen, moet er wel een levend iemand verdwijnen. Daarom snijden ze Conway in stukken die ze van een brug gooien. North neemt de volgende dag op school zijn plaats in, overgeplaatst van Milford. Omdat Norman ook van de ontvoering van Conway de enige getuige was, houdt inspecteur Pappas (T. Max Graham) hem nauwgezet in de gaten. Norman weet veel te veel details om niet verdacht te zijn. Lawson, Vincent en North komen er op de toiletruimte op school tegenover Norman ronduit voor uit dat ze zijn wie hij denkt dat ze zijn. Ze komen wraak nemen. Sally denkt alleen ook dat Norman aan het doordraaien is.
Norman zoekt in het bejaardentehuis agent Neil (Duncan McLeod) op, die destijds betrokken was bij de zaak rond Wayne en de greasers. Die herkent hem meteen. Hij vertelt Norman dat hij Wayne gezien heeft. Neil werd door een inbreker in het hoofd geschoten en was drie minuten klinisch dood. Hij was toen op een plek tussen het leven en het hiernamaals. Daar zit volgens hem ook Wayne sinds zijn dood vast, in afwachting tot er iets rechtgezet wordt. Neil weet ook waarom Norman nergens iets kan vinden over de Milford-school waar zijn drie nieuwe leerlingen zeggen vandaan te komen. Dat is geen school, maar een begraafplaats. Wanneer Norman er gaat kijken, vindt hij de graven van de drie. Hij herinnert zich dan dat dader vier Carl Mueller (Don Ruffin) destijds uit het raam klom en zo ontsnapte aan de treinbotsing. Hij vindt hem terug als levende, middelbare man (William Sanderson). Hij wil in eerste instantie niets weten van Norman en diens verhaal dat zijn vrienden van vroeger terug zijn om alles her te beleven. Hij is alleen ook moe van het altijd bang zijn en gaat toch mee. Norman vindt de autosleutels van de verongelukte Chevrolet onder een plank in zijn oude huis en gaat naar de oude treintunnel.
Het drietal komt opdagen met Sally en Scott als gevangenen in hun auto. Ze wilden zich ervan verzekeren dat Norman niet nog een keer weg zou rennen. Mueller krijgt een duw en belandt zo op Lawsons mes, net zoals Wayne destijds. Doordat Mueller sterft, kan Normans broer als nog steeds vijftienjarige jongen ook de wereld van de levenden instappen en is iedereen weer aanwezig. Wanneer teksten van 27 jaar geleden weer uitgesproken worden, klinkt tot verbijstering van de drie greasers de stoomfluit van een aanstormende locomotief die richting de verlaten treintunnel lijkt te komen. Norman gooit hun autosleutels een eind weg en de drie sprinten ernaartoe. Daardoor kan Norman Sally en Scott uit de wagen halen. Lawson, Vincent en North keren met de sleutels terug in hun auto, maar kunnen niet op tijd weg om te voorkomen dat een spooktrein ze andermaal van de wereld vaagt. Voor Wayne is de zaak rechtgezet. Hij kan door naar het hiernamaals. Hij zou willen dat zijn broertje met hem meekwam, maar begrijpt dat die blijft voor zijn vrouw en zoontje.

## Rolverdeling
| Acteur            | Personage              |
| ----------------- | ---------------------- |
| Tim Matheson      | Jim Norman             |
| Zachary Ball      | Jonge Jimmy Norman     |
| Brooke Adams      | Sally Norman           |
| Robert Rusler     | Richard Lawson         |
| Chris Demetral    | Wayne Norman           |
| Robert Hy Gorman  | Scott Norman           |
| William Sanderson | Volwassen Carl Mueller |
| Don Ruffin        | Jonge Carl Mueller     |
| Nicholas Sadler   | Vinnie Vincent         |
| Bentley Mitchum   | David North            |
| Matt Nolan        | Billy Sterns           |
| Tasia Valenza     | Kate                   |
| Chadd Nyerges     | Chip Conway            |
| T. Max Graham     | Inspecteur Pappas      |
| William Kuhlke    | Rector Simmons         |
| Duncan McLeod     | Agent Neil             |
| Kimball Cummings  | Jongere Agent Neil     |
| Nancy McLoughlin  | Dr. Bernardi           |